# 1061 Paeonia
1061 Paeonia är en asteroid i huvudbältet som upptäcktes den 10 oktober 1925 av den tyske astronomen Karl Wilhelm Reinmuth. Dess preliminära beteckning var 1925 TB. Den namngavs sedan efter det vetenskapliga namnet på pionsläktet.
Paeonias senaste periheliepassage skedde den 2 december 2019. Beräkningar tyder på att asteroiden har en rotationstid på ungefär 6 timmar. 